# Jacqueline Collen
Jacqueline Marie Collen (ur. 27 lutego 1968) – amerykańska aktorka filmowa i telewizyjna.
Urodziła się 27 lutego 1968 roku. Jako aktorka zadebiutowała w 1994, kiedy to zaczęła gościnnie pojawiać się w takich serialach jak „Słoneczny patrol” i „Renegat”. W późniejszym okresie pojawiła się gościnnie m.in. w serialach „Herkules”, „Conan” i „Beverly Hills, 90210”. Pierwszą ważną rolę zagrała w telewizyjnym filmie „Autostrada nr 1”. W rok później pojawiła się w serialu „Przygody Sindbada”, gdzie zagrała waleczną Maeve. Ten serial zapewnił jej rozpoznawalność. Po jego sukcesie zagrała jeszcze dwie rolę w filmach: „Niebezpieczna propozycja” (1998) i „Brylanty” (1999).